# Đura Jakšić

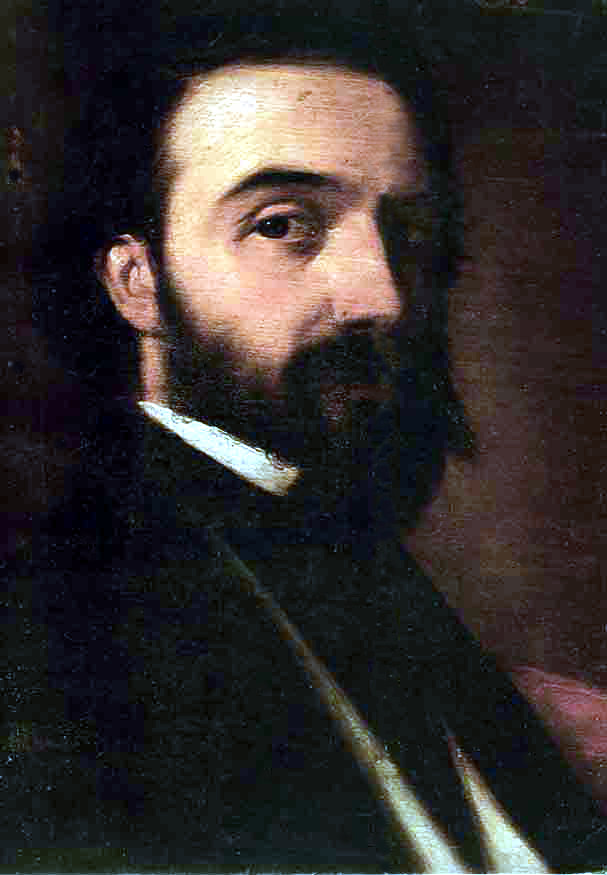
Đura Jakšić, Selbstporträt, Ölbild

Đura Jakšić (serbisch-kyrillisch Ђура Јакшић; * 27. Juli 1832 in Srpska Crnja; † 16. November 1878 in Belgrad) war ein serbischer Dichter und Maler der Romantik.
Er besuchte die Grundschule und Weiterführende Schule in Timișoara (heute Rumänien) und Szeged (heute Ungarn). Jakšić studierte an der Akademie der bildenden Künste Wien und der Akademie der bildenden Künste München.

## Werke

### Gemälde
- Djevojka u plava
- Smrt Karađorđeva

### Dramen
- Seoba Srbalja, 1862
- Jelisaveta, 1868
- Stanoje Glavaš, 1878